# Listă de jocuri Westwood Studios
Următoarea este o listă de jocuri video dezvoltate de Westwood Studios⁠(d).

## Jocuri video

### Ca Westwood Associates
| Titlu                                                                                  | Detalii |
| -------------------------------------------------------------------------------------- | --- |
| Donald's Alphabet Chase Data lansării originale: 1988                                  | Anul lansării după platformă: 1988 – Amiga, Apple II, MS-DOS 1990 – Commodore 64 1991 – Amstrad CPC⁠(d), ZX Spectrum |
| Donald's Alphabet Chase Data lansării originale: 1988                                  | Note: - Educațional - Publicat de Disney Software⁠(d) |
| BattleTech: The Crescent Hawk's Inception Data lansării originale: 1988                | Anul lansării după platformă: 1988 – MS-DOS 1989 – Amiga, Apple II, Atari ST⁠(d), Commodore 64 |
| BattleTech: The Crescent Hawk's Inception Data lansării originale: 1988                | Note: - Joc video de rol - Publicat de Infocom⁠(d) - Parte a seriei BattleTech⁠(d) |
| Blackjack Academy Data lansării originale: octombrie 1988                              | Anul lansării după platformă: 1988 – Amiga, Apple II, Commodore 64, MS-DOS |
| Blackjack Academy Data lansării originale: octombrie 1988                              | Note: - Joc de cărți - Publicat de MicroIllusions⁠(d) |
| Mars Saga Data lansării originale: noiembrie 1988                                      | Anul lansării după platformă: 1988 – Apple II, Commodore 64, MS-DOS |
| Mars Saga Data lansării originale: noiembrie 1988                                      | Note: - Joc video de rol - Publicat de Infocom⁠(d) - Refăcut pentru Apple II și MS-DOS ca Mines of Titan⁠(d) |
| A Nightmare on Elm Street Data lansării originale: 1989                                | Anul lansării după platformă: 1989 – Commodore 64, MS-DOS |
| A Nightmare on Elm Street Data lansării originale: 1989                                | Note: - Joc video de acțiune - Publicat de Monarch Development |
| Hillsfar Data lansării originale: 1989                                                 | Anul lansării după platformă: 1989 – Amiga, Atari ST⁠(d), Commodore 64, MS-DOS |
| Hillsfar Data lansării originale: 1989                                                 | Note: - Joc video de rol - Publicat de Strategic Simulations - Parte a francizei Dungeons & Dragons - Adăugat în compilația Forgotten Realms: The Archives - Collection Two - Adăugat în compilația Advanced Dungeons & Dragons (Limited Edition Collector's Set) |
| BattleTech: The Crescent Hawk's Revenge Data lansării originale: 1990                  | Anul lansării după platformă: 1990 – MS-DOS |
| BattleTech: The Crescent Hawk's Revenge Data lansării originale: 1990                  | Note: - Tactică în timp real - Publicat de Infocom⁠(d) - Parte a seriei BattleTech⁠(d) - Sequel al BattleTech: The Crescent Hawk's Inception |
| Circuit's Edge Data lansării originale: 1990                                           | Anul lansării după platformă: 1990 – MS-DOS |
| Circuit's Edge Data lansării originale: 1990                                           | Note: - Ficțiune interactivă - Publicat de Infocom⁠(d) |
| DragonStrike Data lansării originale: 1990                                             | Anul lansării după platformă: 1990 – Amiga, Commodore 64, MS-DOS 1992 – NES |
| DragonStrike Data lansării originale: 1990                                             | Note: - Simulator de luptă aeriană⁠(d) - Publicat de Strategic Simulations - Parte a francizei Dungeons & Dragons |
| Goofy's Railway Express Data lansării originale: 1990                                  | Anul lansării după platformă: 1990 – Amiga, Atari ST⁠(d), Commodore 64 1991 – MS-DOS |
| Goofy's Railway Express Data lansării originale: 1990                                  | Note: - Educațional - Publicat de Disney Software⁠(d) |
| Mickey's Runaway Zoo Data lansării originale: 1991                                     | Anul lansării după platformă: 1991 – Amiga, Atari ST⁠(d), Commodore 64, MS-DOS |
| Mickey's Runaway Zoo Data lansării originale: 1991                                     | Note: - Educațional - Publicat de Disney Software⁠(d) |
| Eye of the Beholder Data lansării originale: 1991                                      | Anul lansării după platformă: 1990 – Amiga, MS-DOS 1992 – PC-98⁠(d) 1994 – Sega CD, SNES |
| Eye of the Beholder Data lansării originale: 1991                                      | Note: - Joc video de rol - Publicat de Strategic Simulations - Parte a seriei Eye of the Beholder - Parte a francizei Dungeons & Dragons - Adăugat în compilația Forgotten Realms: The Archives - Collection One                                                  |
| Eye of the Beholder II: The Legend of Darkmoon Data lansării originale: decembrie 1991 | Anul lansării după platformă: 1991 – MS-DOS 1992 – Amiga 1993 – FM Towns, PC-98⁠(d) |
| Eye of the Beholder II: The Legend of Darkmoon Data lansării originale: decembrie 1991 | Note: - Joc video de rol - Publicat de Strategic Simulations - Parte a seriei Eye of the Beholder - Sequel al Eye of the Beholder - Parte a francizei Dungeons & Dragons - Adăugat în compilația Forgotten Realms: The Archives - Collection One                  |
| Dungeons & Dragons: Warriors of the Eternal Sun Data lansării originale: 31 iulie 1992 | Anul lansării după platformă: 1992 – Genesis |
| Dungeons & Dragons: Warriors of the Eternal Sun Data lansării originale: 31 iulie 1992 | Note: - Joc video de rol - Publicat de Strategic Simulations - Parte a francizei Dungeons & Dragons - Titlul de lucru a fost "Dungeons & Dragons: Hollow World"                                                                                                   |
| Dungeons & Dragons: Order of the Griffon Data lansării originale: septembrie 1992      | Anul lansării după platformă: 1992 – TurboGrafx-16 |
| Dungeons & Dragons: Order of the Griffon Data lansării originale: septembrie 1992      | Note: - Tactical role-playing game⁠(d) - Publicat de Strategic Simulations and Turbo Technologies - Parte a francizei Dungeons & Dragons |
| Ancient Glory Data lansării originale: 1993                                            | Anul lansării după platformă: 1993 – Apple IIGS⁠(d) |
| Ancient Glory Data lansării originale: 1993                                            | Note: - Joc video de acțiune - Dezvoltat împreună cu Logical Design Works⁠(d) - Publicat de Big Red Computer Club - Titlul de lucru a fost "Ancient Dreams" |

### Ca Westwood Studios
| Titlu                                                                                 | Detalii |
| ------------------------------------------------------------------------------------- | --- |
| The Legend of Kyrandia Data lansării originale: 1 august 1992                         | Anul lansării după platformă: 1992 – Amiga, MS-DOS 1993 – FM Towns, MacOS 1994 – PC-98⁠(d) 2013 – Windows |
| The Legend of Kyrandia Data lansării originale: 1 august 1992                         | Note: - Aventură grafică - Publicat de Virgin Interactive⁠(d) - Parte a The Legend of Kyrandia - Titlul de lucru a fost "Fables & Fiends: The Legend of Kyrandia" |
| Dune II Data lansării originale: decembrie 1992                                       | Anul lansării după platformă: 1992 – MS-DOS 1993 – Amiga, Genesis 1995 – Risc OS⁠(d) |
| Dune II Data lansării originale: decembrie 1992                                       | Note: - Joc de strategie în timp real - Publicat de Virgin Interactive⁠(d) - Portarea pentru Genesis a fost denumită ca Dune: The Battle for Arrakis - Parte a francizei Dune |
| Lands of Lore: The Throne of Chaos Data lansării originale: septembrie 1993           | Anul lansării după platformă: 1993 – MS-DOS 1994 – PC-98⁠(d) 1995 – FM Towns |
| Lands of Lore: The Throne of Chaos Data lansării originale: septembrie 1993           | Note: - Joc video de rol - Publicat de Virgin Interactive⁠(d) - Parte a seriei Lands of Lore |
| The Legend of Kyrandia: Hand of Fate Data lansării originale: noiembrie 1993          | Anul lansării după platformă: 1993 – MS-DOS 1995 – FM Towns, PC-98⁠(d) |
| The Legend of Kyrandia: Hand of Fate Data lansării originale: noiembrie 1993          | Note: - Aventură grafică - Publicat de Virgin Interactive⁠(d) - Sequel al The Legend of Kyrandia: Fables and Fiends - Parte a The Legend of Kyrandia |
| The Legend of Kyrandia: Malcolm's Revenge Data lansării originale: ianuarie 1994      | Anul lansării după platformă: 1994 – MS-DOS 1996 – MacOS 2013 – Windows |
| The Legend of Kyrandia: Malcolm's Revenge Data lansării originale: ianuarie 1994      | Note: - Aventură grafică - Publicat de Virgin Interactive⁠(d) - Sequel al The Legend of Kyrandia: Hand of Fate - Parte a The Legend of Kyrandia |
| Young Merlin Data lansării originale: martie 1994                                     | Anul lansării după platformă: 1994 – SNES |
| Young Merlin Data lansării originale: martie 1994                                     | Note: - Joc de acțiune-aventură - Publicat de Virgin Interactive⁠(d) |
| The Lion King Data lansării originale: octombrie 1994                                 | Anul lansării după platformă: 1994 – Amiga, Genesis, MS-DOS, SNES 2016 – Linux 2017 – MacOS |
| The Lion King Data lansării originale: octombrie 1994                                 | Note: - Joc de platformă - Publicat de Virgin Interactive⁠(d) |
| Monopoly Data lansării originale: septembrie 1995                                     | Anul lansării după platformă: 1995 – Windows, Windows 3.x⁠(d) 1996 – MacOS |
| Monopoly Data lansării originale: septembrie 1995                                     | Note: - Strategie - Publicat de Hasbro Electronic Entertainment⁠(d) - Reeditat în 1998, cu o cutie diferită |
| Command & Conquer Data lansării originale: 26 septembrie 1995                         | Anul lansării după platformă: 1995 – MS-DOS 1996 – MacOS, PlayStation, Sega Saturn 1999 – Nintendo 64 2009 – PlayStation 3, PSP |
| Command & Conquer Data lansării originale: 26 septembrie 1995                         | Note: - Joc de strategie în timp real - Publicat de Virgin Interactive⁠(d) - Parte a seriei Command & Conquer - Relansat sub denumirea Command & Conquer Gold pentru Windows în 1997 - Pachetul de expansiune The Covert Operations a fost lansat în 1996 - Alt titlu sub care este cunoscut: Command & Conquer: Tiberian Dawn - A fost refăcut în format HD de Electronic Arts și Petroglyph Games⁠(d) în 2020 și ambalat în Command & Conquer Remastered Collection⁠(d) |
| Command & Conquer: Red Alert Data lansării originale: 22 noiembrie 1996               | Anul lansării după platformă: 1996 – MS-DOS, Windows 1997 – PlayStation 2009 – PlayStation 3, PSP |
| Command & Conquer: Red Alert Data lansării originale: 22 noiembrie 1996               | Note: - Joc de strategie în timp real - Publicat de Virgin Interactive⁠(d) - Parte a seriei Command & Conquer - Un prequel al jocului original Command & Conquer - Două pachete de expansiune Counterstrike și The Aftermath au fost lansate în 1997, apoi compilate în Retaliation în 1998 - A fost refăcut în format HD de Electronic Arts și Petroglyph Games⁠(d) în 2020 și ambalat în Command & Conquer Remastered Collection⁠(d)                                    |
| Lands of Lore: Guardians of Destiny Data lansării originale: 30 septembrie 1997       | Anul lansării după platformă: 1997 – MS-DOS, Windows |
| Lands of Lore: Guardians of Destiny Data lansării originale: 30 septembrie 1997       | Note: - Joc video de rol de acțiune - Publicat de Virgin Interactive⁠(d) - Parte a seriei Lands of Lore - Sequel al Lands of Lore: The Throne of Chaos - O portare PlayStation era în lucru, dar a fost anulată |
| Blade Runner Data lansării originale: 14 noiembrie 1997                               | Anul lansării după platformă: 1997 – Windows |
| Blade Runner Data lansării originale: 14 noiembrie 1997                               | Note: - Joc de aventură Point-and-click - Publicat de Virgin Interactive⁠(d) |
| Games People Play: Hearts, Spades & Euchre Data lansării originale: 26 noiembrie 1997 | Anul lansării după platformă: 1997 – Windows |
| Games People Play: Hearts, Spades & Euchre Data lansării originale: 26 noiembrie 1997 | Note: - Joc de cărți - Auto-publicat de Westwood Studios⁠(d) |
| Dune 2000 Data lansării originale: 4 septembrie 1998                                  | Anul lansării după platformă: 1998 – Windows 1999 – PlayStation |
| Dune 2000 Data lansării originale: 4 septembrie 1998                                  | Note: - Joc de strategie în timp real - Publicat de Virgin Interactive⁠(d) (Electronic Arts published the PlayStation version) - O refacere partială a lui Dune II - Parte a francizei Dune |
| Lands of Lore III Data lansării originale: 3 martie 1999                              | Anul lansării după platformă: 1999 – Windows |
| Lands of Lore III Data lansării originale: 3 martie 1999                              | Note: - Joc video de rol de acțiune - Publicat de Electronic Arts - Parte a seriei Lands of Lore - Sequel al Lands of Lore: Guardians of Destiny |
| Recoil Data lansării originale: 18 martie 1999                                        | Anul lansării după platformă: 1999 – Windows |
| Recoil Data lansării originale: 18 martie 1999                                        | Note: - Luptă cu vehicule⁠(d) - Dezvoltat împreună cu Zipper Interactive⁠(d) - Publicat de Electronic Arts |
| Sports Car GT Data lansării originale: 1 aprilie 1999                                 | Anul lansării după platformă: 1999 – PlayStation, Windows |
| Sports Car GT Data lansării originale: 1 aprilie 1999                                 | Note: - Dezvoltat de Image Space Incorporated⁠(d), dezvoltat împreună cu Westwood Studios⁠(d) - Publicat de Electronic Arts |
| Nox Data lansării originale: 13 iunie 2000                                            | Anul lansării după platformă: 2000 - Windows |
| Nox Data lansării originale: 13 iunie 2000                                            | Note: - Joc de rol de acțiune - Dezvoltat de Westwood Studios⁠(d) - Publicat de Electronic Arts |
| Command & Conquer: Tiberian Sun Data lansării originale: 27 august 1999               | Anul lansării după platformă: 1999 – Windows |
| Command & Conquer: Tiberian Sun Data lansării originale: 27 august 1999               | Note: - Joc de strategie în timp real - Publicat de Electronic Arts - Parte a seriei Command & Conquer - Sequel al jocului original Command & Conquer - Titlul de lucru a fost Command & Conquer 2: Tiberian Sun - Pachetul de expansiune Firestorm a fost lansat la 7 martie 2000 |
| Command & Conquer: Red Alert 2 Data lansării originale: octombrie 23, 2000            | Anul lansării după platformă: 2000 – Windows |
| Command & Conquer: Red Alert 2 Data lansării originale: octombrie 23, 2000            | Note: - Joc de strategie în timp real - Publicat de Electronic Arts - Parte a seriei Command & Conquer - Sequel al jocului original Command & Conquer: Red Alert - Pachetul de expansiune Yuri's Revenge a fost lansat la 10 octombrie 2001 |
| Emperor: Battle for Dune Data lansării originale: June 21, 2001                       | Anul lansării după platformă: 2001 – Windows |
| Emperor: Battle for Dune Data lansării originale: June 21, 2001                       | Note: - Joc de strategie în timp real - Dezvoltat împreună cu Intelligent Games⁠(d) - Publicat de EA Games - Sequel al Dune II - Parte a francizei Dune |
| Pirates: The Legend of Black Kat Data lansării originale: 17 februarie 2002           | Anul lansării după platformă: 2002 – PlayStation 2, Xbox |
| Pirates: The Legend of Black Kat Data lansării originale: 17 februarie 2002           | Note: - Joc de acțiune-aventură - Publicat de Electronic Arts |
| Command & Conquer: Renegade Data lansării originale: 26 februarie 2002                | Anul lansării după platformă: 2002 – Windows |
| Command & Conquer: Renegade Data lansării originale: 26 februarie 2002                | Note: - First-person shooter de acțiune - Publicat de EA Games - Parte a seriei Command & Conquer |
| Earth & Beyond Data lansării originale: 24 septembrie 2002                            | Anul lansării după platformă: 2002 – Windows |
| Earth & Beyond Data lansării originale: 24 septembrie 2002                            | Note: - Joc de rol cu multiplayer online în masă - Publicat de Electronic Arts |

### Portări
| Titlu                                    | Lansare originală | Lansarea portării | Platformă                             | Ref(s). |
| ---------------------------------------- | ----------------- | ----------------- | ------------------------------------- | ------- |
| World Games⁠(d)                           | 1986              | 1986              | Amiga, Atari ST⁠(d), Apple IIGS⁠(d)     |         |
| Temple of Apshai Trilogy⁠(d)              | 1985              | 1986              | Amiga, Atari ST⁠(d), Macintosh         |         |
| Super Cycle⁠(d)                           | 1986              | 1986              | Atari ST⁠(d)                           |         |
| Roadwar 2000⁠(d)                          | 1986              | 1987              | Amiga, Apple IIGS⁠(d), Atari ST⁠(d)     |         |
| Roadwar Europa⁠(d)                        | 1987              | 1987              | Amiga, Atari ST⁠(d), Commodore 64      |         |
| Winter Games⁠(d)                          | 1985              | 1987              | Apple IIGS⁠(d)                         |         |
| Phantasie III: The Wrath of Nikademus⁠(d) | 1987              | 1987              | Amiga, Atari ST⁠(d), Commodore 64, DOS |         |
| California Games⁠(d)                      | 1987              | 1988              | Amiga                                 |         |
| Wargame Construction Set⁠(d)              | 1986              | 1988              | DOS                                   |         |
| Questron II⁠(d)                           | 1988              | 1988              | DOS                                   | [ 5 ]   |
| Vindicators⁠(d)                           | 1988              | 1989              | NES                                   | [ 23 ]  |
| Pac-Mania⁠(d)                             | 1987              | 1990              | NES                                   | [ 23 ]  |